# شی باتر

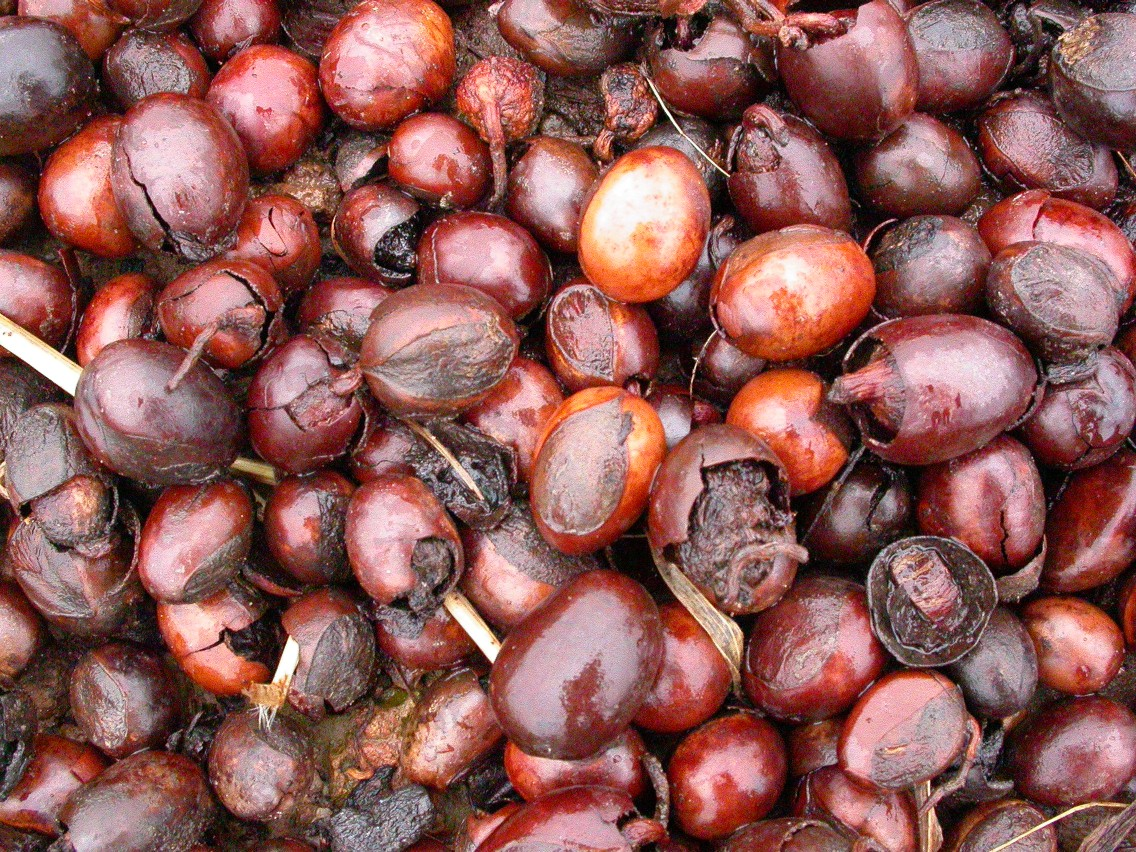
دانه‌های شیا Vitellari paradoxa

شی باتر (به انگلیسی: Shea butter) یا کره شیا چربی استخراج شده از دانه‌های درخت روغن قلم (Vitellaria paradoxa)می‌باشد. به‌طور گسترده در مواد آرایشی به عنوان مرطوب‌کننده و لوسیون استفاده می‌شود. کره شیا خوراکی بوده و در برخی از کشورهای آفریقایی برای تهیه مواد غذایی استفاده می‌شود. گاهی از این کره جایگزین کره کاکائو استفاده می‌شود، اگر چه طعم آن تا حدود زیادی متفاوت است.
درخت شیا یا درخت روغن قلم در کمربند خشک ساوانا در غرب آفریقا از سنگال در غرب تا سودان در شرق و بر روی کوهپایه‌های ارتفاعات اتیوپی رشد می‌کند.

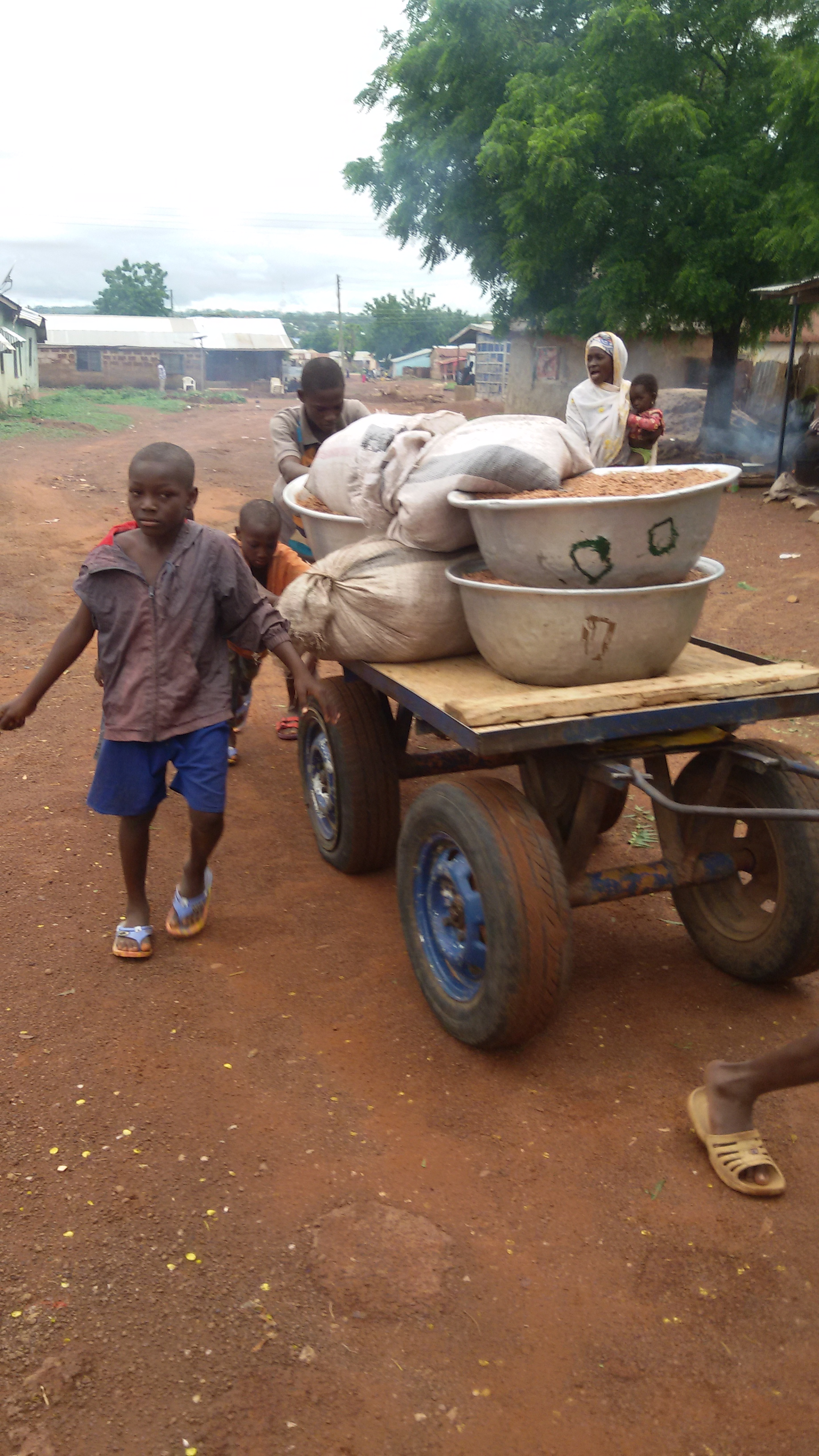
کودکان غنا در حال حمل محصول شیا

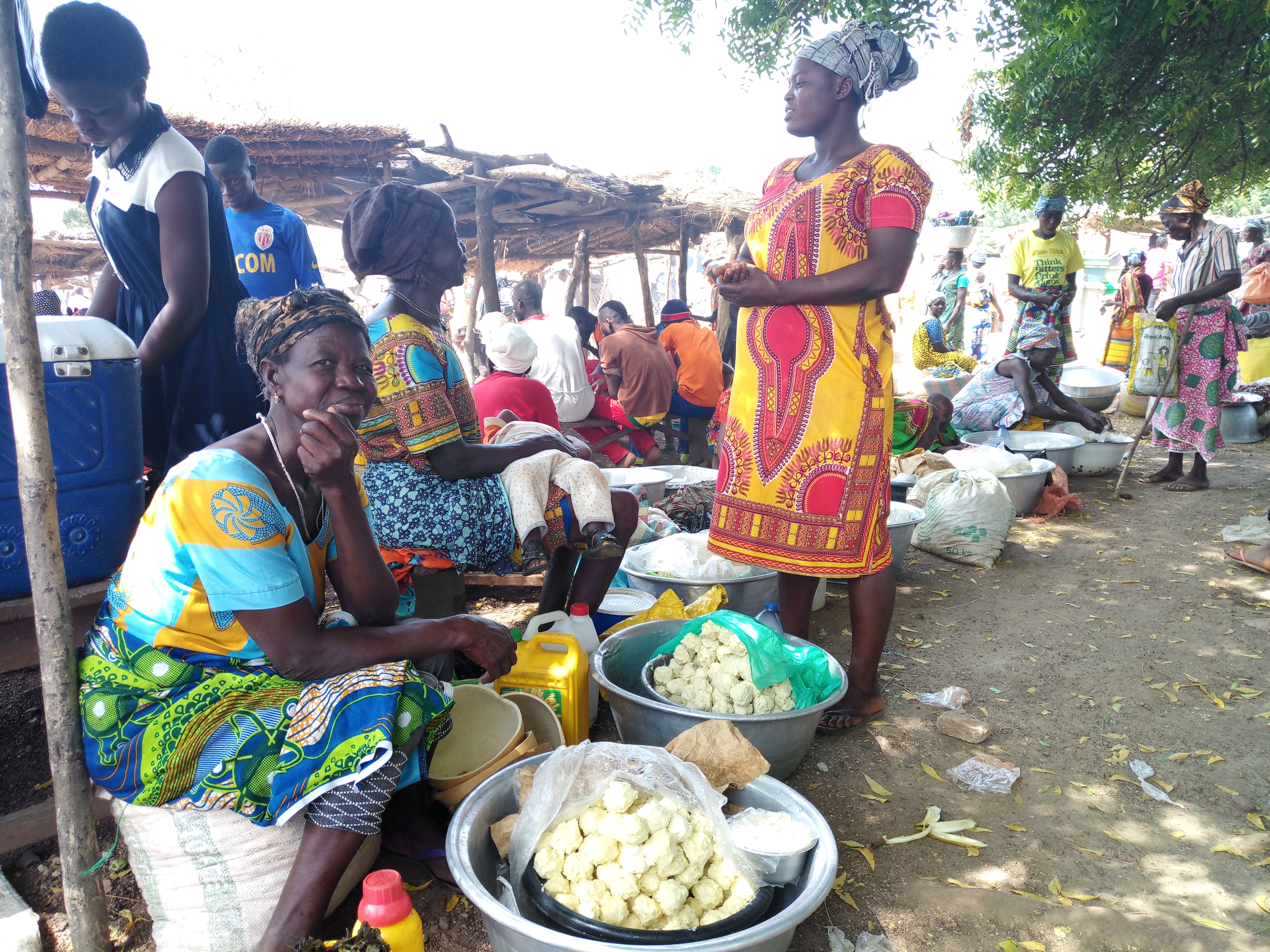
زنان غنا در حال تهیه کره شیا

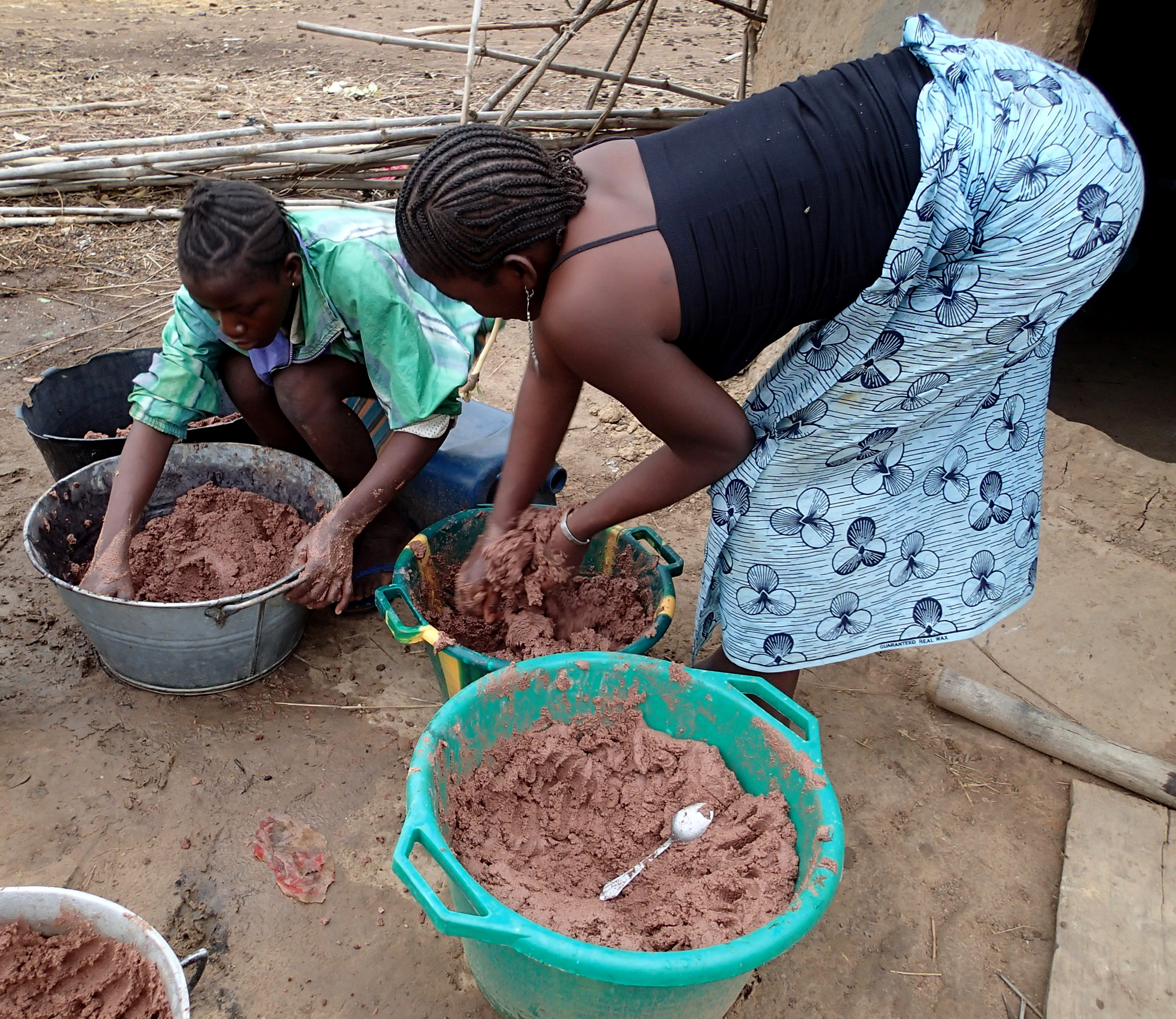
تهیه سنتی کره شیا در مالی

کره شیا ترکیب پیچیده‌ای شامل اسیدهای چرب نظیر اسید اولئیک (۴۰–۶۰٪)، اسید استئاریک (۲۰–۵۰٪)، اسید لینولئیک (۳/۱۱))، اسید پالمیتیت (۲–۹))، اسید لینولنیک (<۱)) و اسید آراشیدیدیک (<۱) می‌باشد.
این روغن در محدوده دمای بدن انسان ذوب می‌شود و طرفداران استفاده از آن بر جذب سریع آن از راه پوست و خواص ترمیم کننده و مرطوب‌کننده آن تأکید دارند.

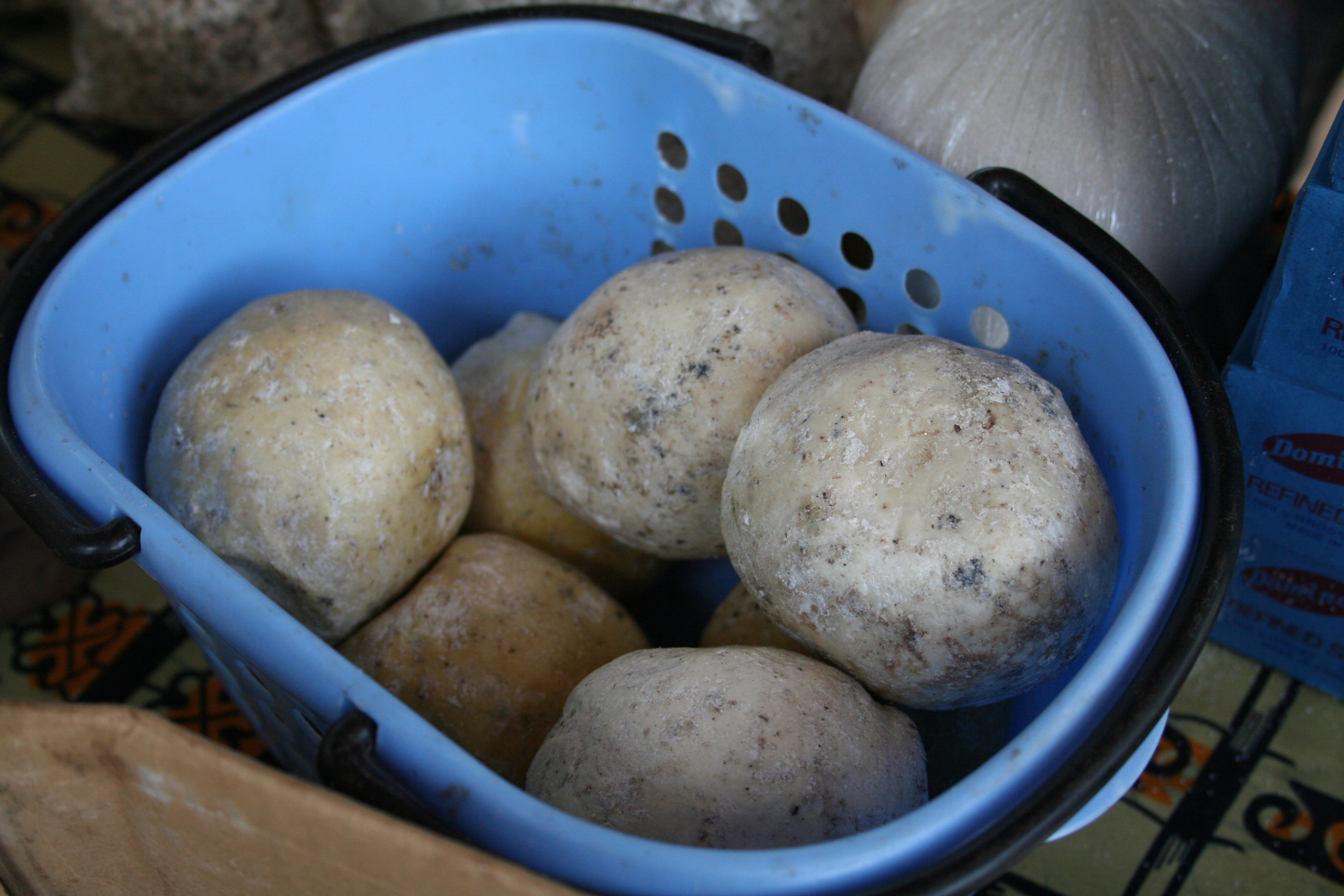
صابون کره شیا

کره شیا به‌طور عمده در محصولات آرایشی مرتبط با پوست و مو نظیر براق لب، کرم‌های مرطوب‌کننده و لوسیون‌ها و نرم‌کننده‌های مو استفاده می‌شود. همچنین در صنعت صابون سازی استفاده می‌شود البته مقادیر بالاتر از استاندارد آن باعث نرم شدن بیش از حد صابون و کاهش خاصیت پاک‌کنندگی می‌شود. البته به دلیل هزینه بالای این روغن نسبت به پوماس و روغن نخل، کمتر از کره شیا برای صابون سازی استفاده می‌شود.